# Сєднєв Юрій Володимирович
Юрій Володимирович Сєднєв (17 квітня 1969, Донецьк) — український правоохоронець. Генерал-майор міліції. Начальник Донецького МУ ГУ МВС України в Донецькій області (2011–2013), (з 05.2014). Начальник УМВС України в Миколаївській області (2013–2014).

## Біографія
Народився 17 квітня 1969 року в місті Донецьк. У 1997 році закінчив Донецький національний університет. Донецький юридичний інститут Луганського державного університету внутрішніх справ (2007). Кандидат юридичних наук.
З січня 1996 року розпочав службу в органах внутрішніх справ на посадах оперуповноваженого відділу карного розшуку, заступника начальника відділу карного розшуку, заступника начальника відділу — начальника міліції громадської безпеки, першого заступника начальника — начальника кримінальної міліції Куйбишевського районного відділу Донецького міського управління ГУ МВС України в Донецькій області.
З 2006 року заступник начальника управління — начальник міліції громадської безпеки Донецького міського управління, у 2008 році — перший заступник начальника управління — начальник кримінальної міліції Донецького міського управління ГУ МВС України в Донецькій області. З вересня 2011 року очолював Донецьке міське управління ГУ МВС України в Донецькій області.
5 серпня 2013 року начальник ГУ МВС України в Миколаївській області.
З 16 травня 2014 року начальник Донецького МУ ГУ МВС України в Донецькій області.